# جائزة موناكو الكبرى 1973
جائزة موناكو الكبرى 1973 هو سباق فورمولا 1 أقيم بتاريخ 3 يونيو 1973 في مونت كارلو. كان السادس من أصل 15 في بطولة العالم لسباقات الفورمولا واحد موسم 1973. حلّ البريطاني جاكي ستيورات أولا بينما جاء البرازيلي إيمرسون فيتيبالدي في المركز الثاني.